# Les Voyages de l'Âme
Les Voyages de l'Âme é o terceiro álbum de estúdio da banda francesa Alcest, lançado janeiro de 2012.

## Faixas
1. "Autre Temps" — 5:50
2. "Là où Naissent les Couleurs Nouvelles" — 8:50
3. "Les Voyages de l'Âme" — 6:56
4. "Nous Sommes l'Émeraude" — 4:20
5. "Beings of Light"  — 6:11
6. "Faiseurs de Mondes" — 7:57
7. "Havens" — 2:10
8. "Summer's Glory" — 8:04

## Créditos
- Neige — Vocal, Guitarra, Baixo e Sintetizador
- Winterhalter — Bateria